# Trichogalumna lineata
Trichogalumna lineata är en kvalsterart som beskrevs av Ohkubo 1984. Trichogalumna lineata ingår i släktet Trichogalumna och familjen Galumnidae. Inga underarter finns listade i Catalogue of Life.